# Fuhrpark

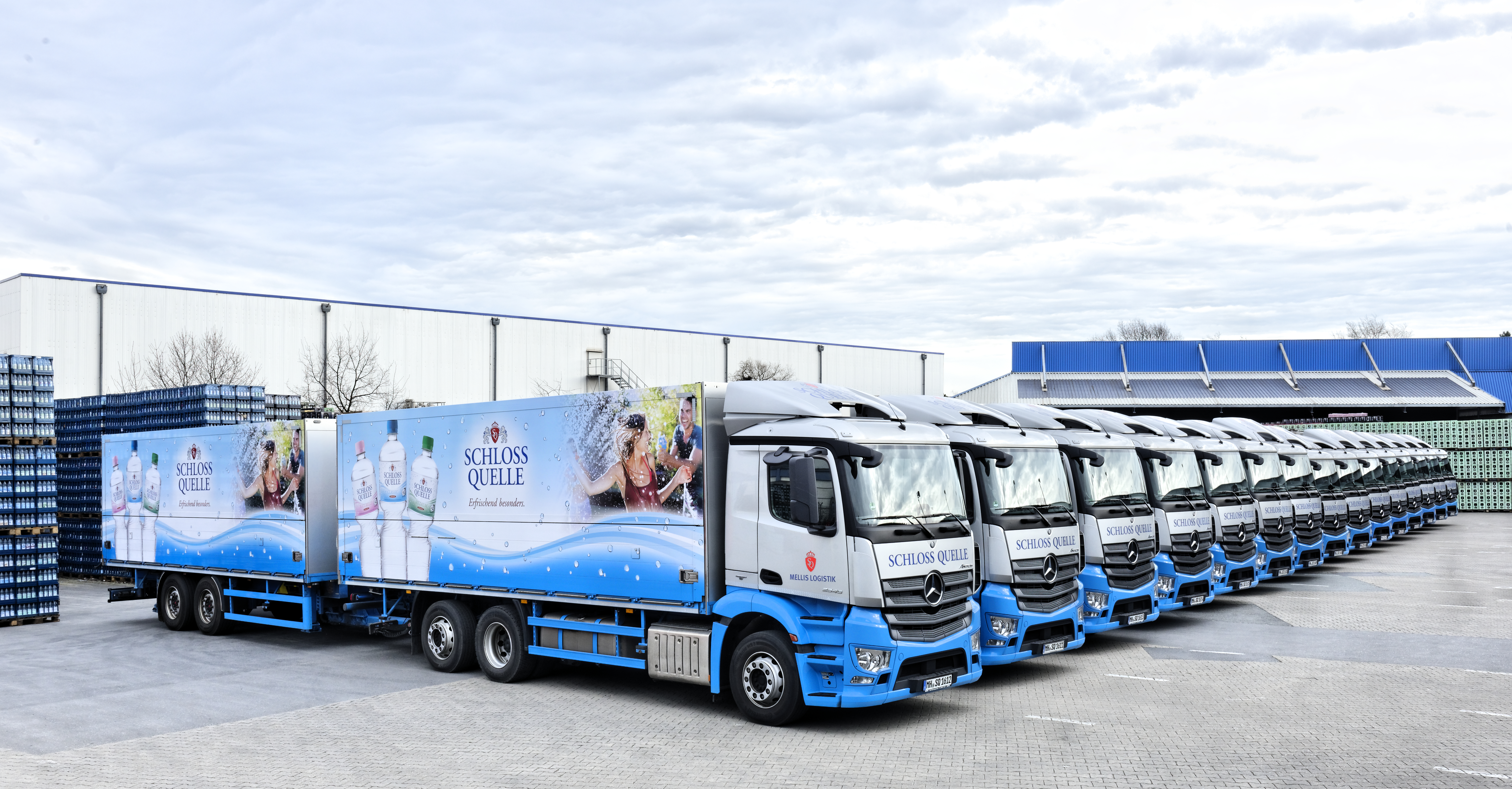
Fuhrpark der Schloss-Quelle Mellis GmbH

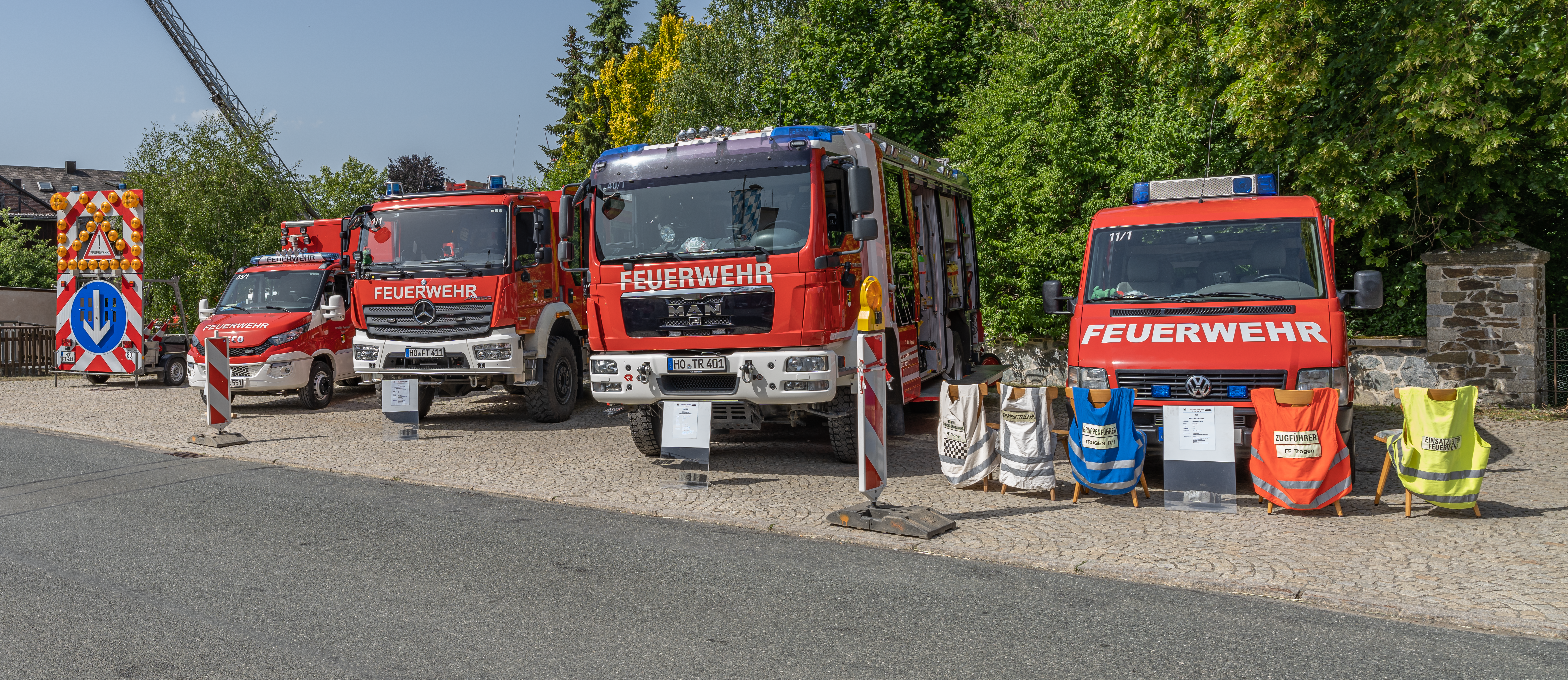
Der Fuhrpark einer Freiwilligen Feuerwehr

Fuhrpark (oder Wagenpark; umgangssprachlich auch Flotte; englisch fleet) ist die Sachgesamtheit der Fahrzeuge und Wagen von Organisationen wie Unternehmen, Behörden, Zirkussen oder militärischen Einheiten.

## Allgemeines
Mit einem Fuhrpark machen sich diese Organisationen von der Leistung von Speditionen oder öffentlichen Verkehrsmitteln unabhängig. Die Fahrzeuge stehen unter einheitlichem Management (Fuhrparkmanagement) und werden einheitlich disponiert.
Fuhrpark und Fahrbereitschaft sind komplementäre Begriffe. Fahrbereitschaft bezeichnet nicht nur die Zahl der sofort einsatzfähigen Fahrzeuge eines Fuhrparks, sondern auch die hierfür vorgesehene Personalstärke (mit etwaigem Bereitschaftsdienst) an Fahrern.

## Eisenbahn
Der Fahrzeugpark von Eisenbahngesellschaften untergliedert sich meist in Triebfahrzeuge und Eisenbahnwagen. Bei S-Bahnen, U-Bahnen und Straßenbahnen sind dagegen Triebwagen und Triebzüge vorherrschend. Bei den Triebfahrzeugen ist nach der primären Antriebsenergie, nach Dampflokomotiven, Diesellokomotiven und Elektrolokomotiven, zu unterscheiden. Der Fuhrpark einer Eisenbahn besteht meist aus Reisezugwagen und Güterwagen. Bei den Personenwagen gibt es besondere Varianten: Doppelstockwagen, Schlafwagen, Salonwagen oder Speisewagen. Diese werden zur Zugbildung in sogenannten Wagenparks zusammengestellt.

## Wagenpark

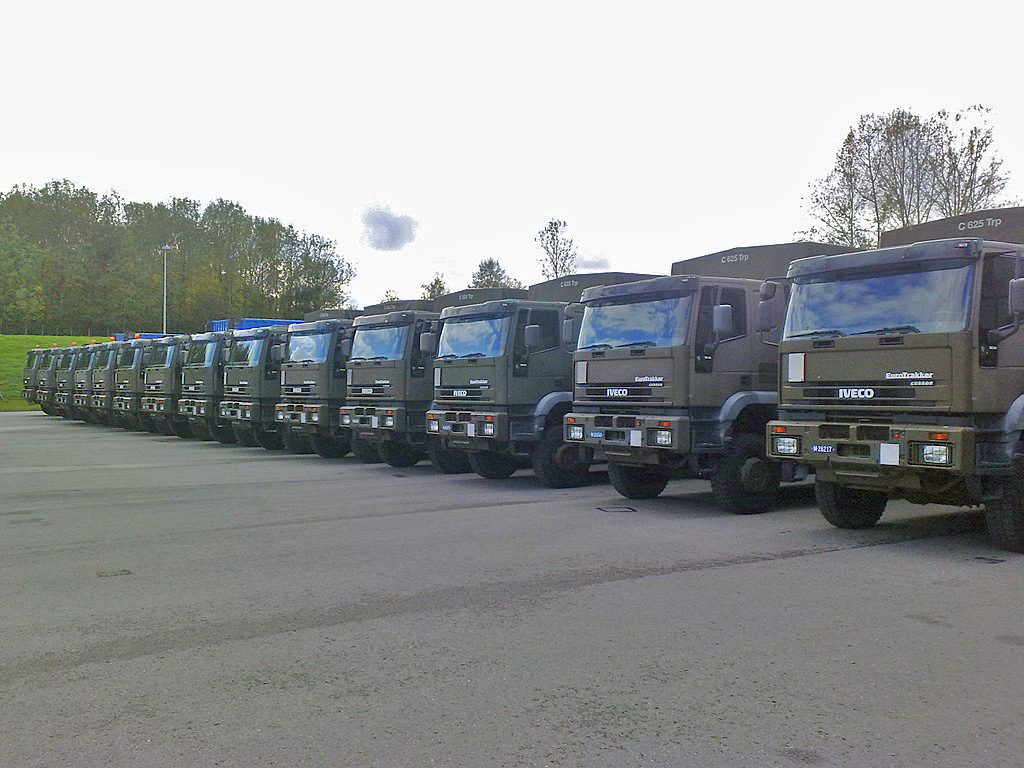
Armeemotorfahrzeugpark in der Schweiz (2009)

Der Begriff des Wagenparks bezeichnete ursprünglich die Wagen einer Kolonne beim Militär, die abends zu einer Wagenburg zusammengestellt werden. Im Eisenbahnwesen wird der Begriff für eine Zusammenstellung von Personenwagen zur Zugbildung verwendet. Der Wagenpark ergibt gemeinsam mit einem Triebfahrzeug einen Zug. Meist bleiben die Fahrzeuge eines Wagenparks über einen längeren Zeitraum zusammengekuppelt und werden nur bei Defekten o. ä. ausgetauscht, während als Lokomotive unterschiedliche Fahrzeuge aus dem Fuhrpark zum Einsatz kommen. Gelegentlich schließt die Bezeichnung „Park“ das Triebfahrzeug auch mit ein, auch wenn in diesem Fall und bei der Zusammenstellung von Triebwagen eher von Garnitur die Rede ist.
Als Ersatzwagenpark wird ein Wagenpark bezeichnet, der nicht planmäßig eingesetzt wird. Im Bahnverkehr kann beim Ausfall oder der Verspätung eines Zuges aus vorhandenem Rollmaterial eine Ersatzkomposition zusammengestellt werden. Auch bei Großveranstaltungen, umfangreichen Wartungsarbeiten oder durch Baumaßnahmen unterbrochenen Fahrzeugumläufen kann ein Ersatzwagenpark zum Einsatz kommen, beispielsweise als Entlastungszug. Oft werden hierfür Wagen einer rangniedrigeren Zuggattung eingesetzt, was zu Komforteinbußen und geringerer Reisegeschwindigkeit führen kann. Ersatzwagenparks werden auch für Dispositionszüge eingesetzt.

## Rechtsfragen
Der Fuhrpark gehört bei der Bilanzierung zu den Betriebsmitteln, die nach § 266 Abs. 2 II Nr. 3 HGB im Sachanlagevermögen eines Unternehmens zusammengefasst werden. Seine Aktivierung erfolgt zu Anschaffungskosten. Die Nutzungsdauer hängt von der Art des Transportmittels und von seinem Nutzungsgrad ab.

## Wirtschaftliche Aspekte
Fuhrpark-intensive Unternehmen sind insbesondere in der Absatzlogistik die Speditionen, Lieferdienste und der Charterverkehr (Schienengüterverkehr wie DB Cargo, Frachtflugzeuge, Frachtschiffe) sowie die Autovermietung von Mietwagen oder auch Taxiunternehmen. Bei ihnen erreicht der Fuhrpark einen hohen Anteil an der Bilanzsumme. Auch in Parlamenten (Fahrdienst des Deutschen Bundestages), bei Militär (BwFuhrparkService, Flugbereitschaft des Bundesministeriums der Verteidigung), Polizei und Rettungsdiensten spielt der Fuhrpark eine erhebliche Rolle.
Der Fuhrpark verursacht Kosten, und zwar Personalkosten (Fahrer, Disponenten), Abschreibungen auf die Fahrzeuge, Steuern, Kraftstoff, Versicherungsprämien und Wartungsaufwand. Deshalb kann es wirtschaftlich sinnvoll sein, die Fahrzeuge nicht selbst zu erwerben, sondern den Fuhrpark im Rahmen des Leasing zu organisieren. Dies verbietet sich nur dort, wo aus strategischen Gründen Eigentum am Fuhrpark erforderlich ist (etwa beim Militär). Die notwendige Steigerung der Wirtschaftlichkeit eines Fuhrparks ergibt sich durch seine hohen Fixkosten, so dass ein hoher Auslastungsgrad erforderlich ist, bei dem das Transportproblem der Leerkosten zu optimieren ist und dadurch Kostensenkungen zu erwarten sind.

## Fachzeitschrift
Autoflotte ist eine Fachzeitschrift für das Fuhrparkmanagement.